# 岩崎春雄
岩崎 春雄（いわさき はるお、1933年3月7日 - ）は、日本の中世英文学者、慶應義塾大学名誉教授。
東京出身。東京大学文学部言語学科卒、慶應義塾大学大学院博士課程満期退学、同文学部助教授、教授、97年定年、名誉教授、杏林大学外国語学部教授。

## 著書
- 『英語 1967年10月-1968年3月』NHKサービスセンター NHK大学講座　1967
- 『英語史入門』（英語）金星堂 1988
- 『ラヤモンの言語研究 The language of w:Layamon’s w:Brut』研究社、1993

### 共編著
- 『大学教養英作文』編 研究社出版 1970
- 『厨川文夫著作集』安東伸介,高宮利行共編 金星堂 1981
- 『現代人のための英語の常識百科』忍足欣四郎,小島義郎共編 研究社出版 1988
- 『チョーサーの英語-研究の課題と方法』大泉昭夫共編 英潮社新社 1989
- 『現代の重要英熟語800 着実な理解と確実な記憶』共編著 数研出版 1993
- 『ポケット英和辞典』諏訪部仁共編 研究社 2000

### 翻訳
- ロバート・マクラム、ウィリアム・クラン，ロバート・マクニール『英語物語』海保眞夫、松本典久、松田隆美、長沼登代子共訳 文芸春秋 1989
- マンフレート・シェーラー『シェイクスピアの英語 言葉から入るシェイクスピア』宮下啓三共訳 英潮社新社 1990

## 論文
- <岩崎春雄